# Cellera d'Estoer
La Cellera d'Estoer és l'antiga cellera a partir de la qual s'originà el poble d'Estoer, a la comarca del Conflent, de la Catalunya del Nord.
Envoltava la totalitat del poble vell, amb la cellera primigènia en el seu interior.

## Història
Estoer, amb la seva església de Sant Esteve, és esmentat ja el 879, a ran d'un judici celebrat a l'església, en el qual es restabliren els títols de propietat destruïts per un aiguat l'any anterior a Eixalada. El lloc d'Estoer esdevingué un alou dels vescomtes de Conflent, tot i que a la mateixa vall el monestir de Sant Miquel de Cuixà posseïa l'alou de Llec.

## Descripció

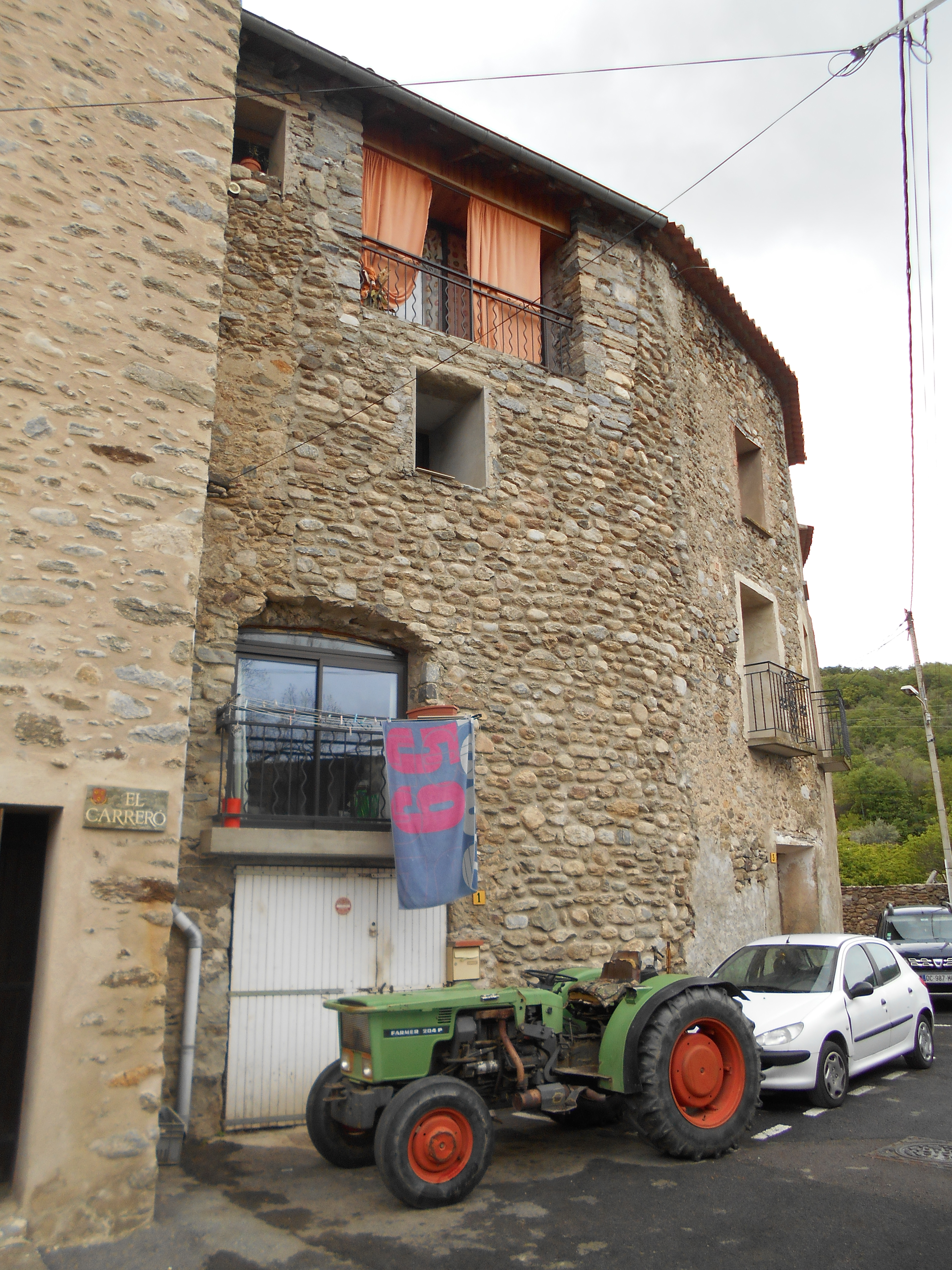
Muralla da la cellera

La cellera d'Estoer era un nucli compacte de cases a l'entorn de l'església parroquial de Sant Esteve, que mesurava trenta passes, la mida d'una cellera mitjana. L'eixamplement de l'església en època moderna destruí una part de l'interior de la cella, però no la va afectar exteriorment. Estava envoltada de muralles, i formava un recinte aproximadament ovalat, originalment amb una sola entrada. És molt semblant al recinte del poble de Catllà, força proper a Estoer.

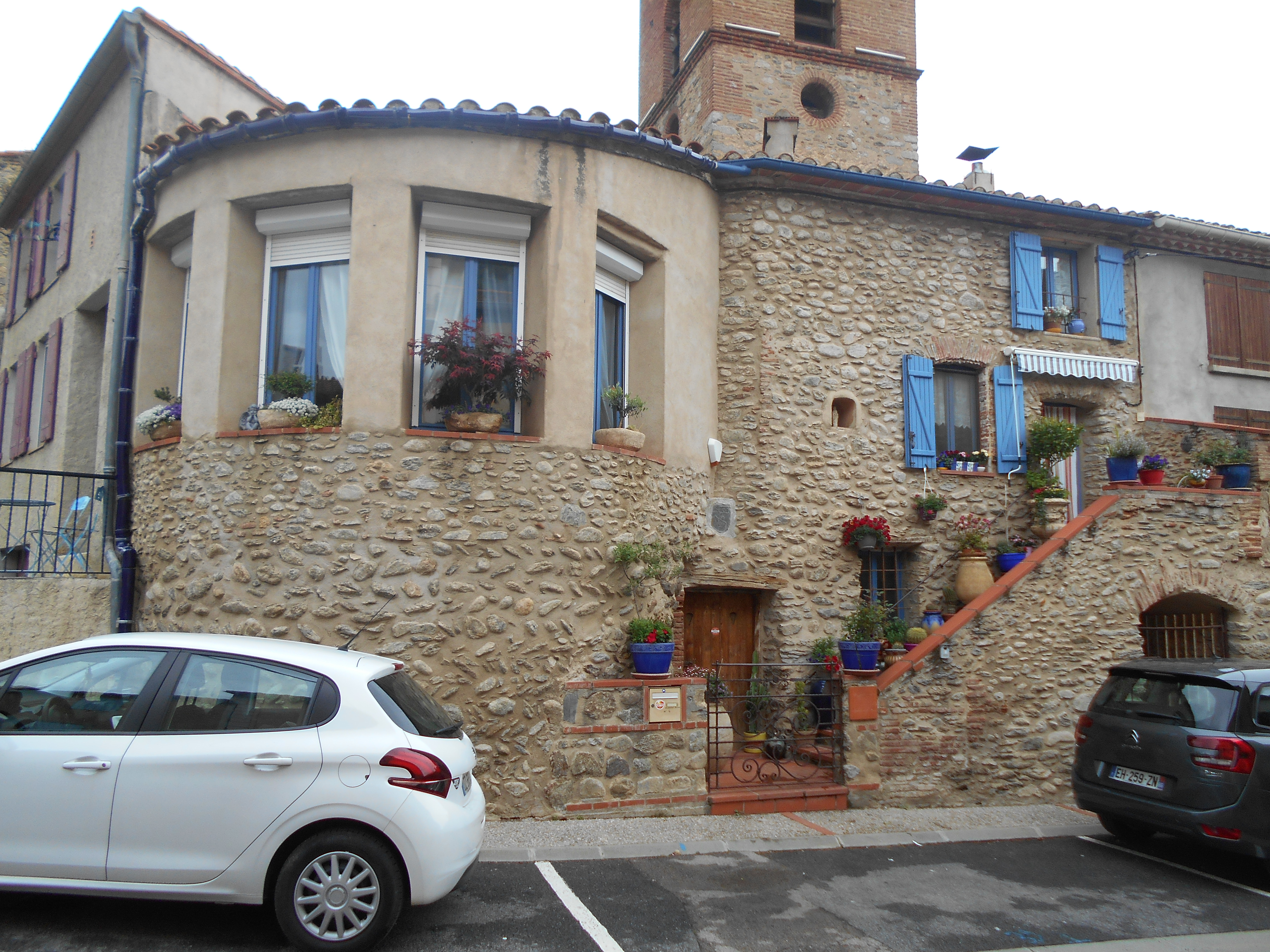
Torre de la muralla

Se'n conserva una torre de defensa a l'angle sud-oest del recinte, així com la base del campanar, que devia fer funcions de torre de l'homenatge o de guaita. En diversos indrets del recinte es conserven panys de muralla inserits en la construcció de les cases dels carrers que delimiten la cellera, sobretot a la placeta i carrer del Raig i en diversos indrets dels estrets carrers de l'interior del recinte. En formen l'aparell blocs de pedra i còdols grossos només trencats, sense treballar, travats amb molt de morter.
Fora de la cellera, en alguns llocs més es conserven traces d'una prolongació del recinte murallat: a l'eixample creat cap a ponent de la cellera, als carrers del Colomer i de l'Escola. També al Carreró, un atzucac de l'exterior de la cellera situat al seu nord-est, i en un edifici de la cantonada dels carrers del Pontarró i del Colomer, on hi ha restes d'opus spicatum. El recinte que es pot reconèixer, més enllà de la cellera, està delimitat pels carrers del Pontarró, del Colomer, de l'Escola i per la Placeta.